# Norman Taylor
Norman Taylor (Hereford, 1883 - Elmwood, 1967) foi um botânico norte-americano.
Seus pais, três filhos e uma filha emigram para os Estados Unidos em 1889. Naturalizado em 1896, estudou agricultura e horticultura na Universidade de Cornell. De 1905 a 1911, foi curador assistente do jardim botânico do Bronx em Nova Iorque, posteriormente, de 1911 a 1929, curador do jardim botânico do Brooklyn. 
Após ter-se dedicado por vários anos na redação de obras enciclopédicas de botânica e horticultura, assumiu o cargo de diretor da "Cinchona Products Institut Inc." de 1937 a 1950; posteriormente foi conselheiro junto ao Instituto de quinquina de Amsterdam de 1951 a 1953. Obtem, em 1958, um título honorífico de doutor em ciências da Universidade de Washinton.
Taylor participou de numerosas expedições científicas na América Central e na América do Sul. Foi membro de diversas sociedades científicas como a American Association for the Advancement of Science,  Torrey Botanical Club, e outras. É autor de numerosas publicações para o grande público, bem como  trabalhos sobre a quinquina.